# Bethel (Vermont)
Bethel ist eine Town im Windsor County des Bundesstaates Vermont in den Vereinigten Staaten mit 1942 Einwohnern (laut Volkszählung von 2020).

## Geografie

### Geografische Lage
Der Ort liegt inmitten der Bergketten östlich des Hauptkammes der Green Mountains. Der White River durchfließt das Areal und bildet ein Tal, das von Straßen und Bahn genutzt wird. Wichtige Erhebungen sind der Quarry Hill, 425 m (1394 ft), der Woodbury Hill, 421 m (1381 ft) und der Christian Hill, 415 m (1362 ft).

### Nachbargemeinden
Alle Entfernungen sind als Luftlinien zwischen den offiziellen Koordinaten der Orte aus der Volkszählung 2010 angegeben.
- Norden: Randolph, 10,1 km
- Nordosten: Tunbridge, 23,4 km
- Osten: Royalton, 15,3 km
- Südosten: Barnard, 8,1 km
- Süden: Stockbridge, 8,2 km
- Südwesten: Pittsfield, 15,9 km
- Westen: Rochester, 15,2 km
- Nordwesten: Braintree, 3,7 km

Hinweis: Bethel und Pittsfield teilen keine gemeinsame Grenze. Die beiden Ortschaften liegen aber derart nah beieinander, dass eine Aufnahme in diese Liste sinnvoll ist.

### Klima
Die mittlere Durchschnittstemperatur in Bethel liegt zwischen −8,3 °C (17 °Fahrenheit) im Januar und 20,0 °C (68 °Fahrenheit) im Juli. Damit ist der Ort gegenüber dem langjährigen Mittel Vermonts um etwa 2 Grad kühler. Die Schneefälle zwischen Oktober und Mai liegen mit deutlich mehr als zwei Metern (bei einem Spitzenwert im Januar von knapp 50 cm) ungefähr doppelt so hoch wie die mittlere Schneehöhe in den USA. Die tägliche Sonnenscheindauer liegt am unteren Rand des Wertespektrums der USA.

## Geschichte
Die Geschichte Bethels begann am 29. Dezember 1777 in Hanover im Bundesstaat New Hampshire. Dort hatten sich auswanderungswillige Siedler zusammengefunden, die ein neues Landstück am White River erwerben und besiedeln wollten. Eine entsprechende Petition wurde im März 1778 an die Verwaltung von New York, die damals für die Vergabe von Siedlungsland im Gebiet des späteren Vermont zuständig war, gerichtet und am 18. März 1778 positiv beschieden. In dieser Petition war bereits der Name Bethel für die neue Gemeinde festgelegt. Zwischenzeitlich war die neue, eigenständige Vermont Republic ausgerufen worden, zu der auch das betroffene Gebiet gehörte. Bethel wurde die erste Gemeinde, die der neue Senat von Vermont ausrief: am 23. Dezember 1779 wurde eine Fläche von 36 Quadratmeilen (etwa 120 Quadratkilometern) einigen Siedlern zugesprochen.
Die ersten Besiedlungen hatten bereits im Herbst 1779 begonnen. Ein befestigtes Haus („stockade fort“) wurde bei der Gründung der Town am Nordufer des White River errichtet und als „Fort Defiance“ benannt. Seine Besatzung erfolgte zunächst durch Soldaten aus Royalton, nach dem Indianerüberfall auf das benachbarte Barnard am 9. August 1780, bei dem ein Bürger Bethels nach Kanada entführt worden war, auch durch eigene Truppen. Die konstituierende Stadtversammlung fand 1782 statt.
Typhusepidemien suchten die Gemeinde 1788 und 1790 heim. Eine große Rötelnepidemie, die die Gemeinde 1812/13, wie viele Gemeinden der Umgebung befiel, forderte viele Tote. 1822 führte die Dysenterie zu einer weiteren Krankheitswelle mit Toten und dezimierte die junge Gemeinde.
Ab 1790 bildeten sich verschiedene religiöse Gemeinschaften, deren Pfarrer und Bischöfe zeitweise andere Gemeinden ebenfalls betreuten. Ein erstes Gebetshaus wurde von den Universalisten im Jahr 1816 errichtet, ab 1823 folgten andere Gemeinden mit eigenen Kirchen und Bethäusern.
Die überwiegend landwirtschaftlich geprägte Industrie – die Statistik von 1840 weist Bethel als großen Lieferanten von Kartoffeln, Mais, Zucker und Wolle aus – wurde ergänzt durch den Abbau eines Granitvorkommens im nördlichen Teil der Gemeinde.
Die Weiterentwicklung der Bearbeitungstechnik und der Bau der Bahnstrecke Windsor–Burlington, die am 26. Juni 1848 zwischen Bethel und Windsor in Betrieb genommen worden war, führte zu einem weitaus größeren Absatzmarkt für die landwirtschaftlichen Produkte und zur vermehrten Ansiedlung von Industriebetrieben, die ab den 1880er-Jahren ein Aufblühen der Town zur Folge hatte. Durch den Bau einer weiteren Strecke durch das Tal des White River, der White River Railroad, wurde die Station zum Keilbahnhof, der den Verkehr auf einer der Ost-West-Achsen durch Vermont und nach Kanada im Norden bis Montreal verteilte. Zusätzlich wurden ab 1905 die beiden Steinbrüche im Norden der Gemeinde durch eine eigenständige Stichstrecke, die Bethel Granite Railway, an das Bahnsystem angeschlossen. Diese Stichstrecke wurde bis 1933 betrieben und 1937 endgültig stillgelegt. Dies entsprach der Entwicklung der Industrie in der Gemeinde, die etwa ab 1922/23 deutlich abnahm. Dies lag besonders in der nachlassenden Effizienz der relativ kleinen örtlichen Fabriken begründet. Der Personenverkehr auf der Strecke zwischen White River Junction und Essex Junction wurde 1966 stillgelegt und Bethel damit zu einem reinen Güterbahnhof.
Erst Ende der 1970er Jahre erholte sich die Bevölkerungszahl. Durch die Anbindung an das USA-weite Schnellstraßensystem über die Interstate 89, die Ansiedlung neuer Industriebetriebe sowie die Entwicklung zur Schlafstadt für die umliegenden Ballungszentren stiegen die Zahl der Anwohner und der Arbeitsplätze wieder deutlich an. Auch die Orientierung der örtlichen Dienstleister auf Tourismus, der sich auf den Fluss und die umliegenden Waldgebiete konzentriert, gibt der Gemeinde ein zusätzliches wirtschaftliches Standbein.

### Religionen
In der Ortschaft fanden sich mehrere Kirchengemeinden zusammen: die Assemblies of God, die Christ Church der Episkopalen, zwei Gemeinden der United Church of Christ, die methodistische Kirche Millers Memorial und die römisch-katholische St. Anthony-Gemeinde.

### Einwohnerentwicklung
| Volkszählungsergebnisse – Town of Bethel, Vermont | Volkszählungsergebnisse – Town of Bethel, Vermont | Volkszählungsergebnisse – Town of Bethel, Vermont | Volkszählungsergebnisse – Town of Bethel, Vermont | Volkszählungsergebnisse – Town of Bethel, Vermont | Volkszählungsergebnisse – Town of Bethel, Vermont | Volkszählungsergebnisse – Town of Bethel, Vermont | Volkszählungsergebnisse – Town of Bethel, Vermont | Volkszählungsergebnisse – Town of Bethel, Vermont | Volkszählungsergebnisse – Town of Bethel, Vermont | Volkszählungsergebnisse – Town of Bethel, Vermont |
| Jahr                                              | 1700                                              | 1710                                              | 1720                                              | 1730                                              | 1740                                              | 1750                                              | 1760                                              | 1770                                              | 1780                                              | 1790                                              |
| ------------------------------------------------- | ------------------------------------------------- | ------------------------------------------------- | ------------------------------------------------- | ------------------------------------------------- | ------------------------------------------------- | ------------------------------------------------- | ------------------------------------------------- | ------------------------------------------------- | ------------------------------------------------- | ------------------------------------------------- |
| Einwohner                                         |                                                   |                                                   |                                                   |                                                   |                                                   |                                                   |                                                   |                                                   |                                                   | 473                                               |
| Jahr                                              | 1800                                              | 1810                                              | 1820                                              | 1830                                              | 1840                                              | 1850                                              | 1860                                              | 1870                                              | 1880                                              | 1890                                              |
| Einwohner                                         | 913                                               | 1041                                              | 1318                                              | 1667                                              | 1886                                              | 1730                                              | 1834                                              | 1817                                              | 1693                                              | 1448                                              |
| Jahr                                              | 1900                                              | 1910                                              | 1920                                              | 1930                                              | 1940                                              | 1950                                              | 1960                                              | 1970                                              | 1980                                              | 1990                                              |
| Einwohner                                         | 1611                                              | 1943                                              | 1782                                              | 1650                                              | 1477                                              | 1534                                              | 1356                                              | 1347                                              | 1715                                              | 1866                                              |
| Jahr                                              | 2000                                              | 2010                                              | 2020                                              | 2030                                              | 2040                                              | 2050                                              | 2060                                              | 2070                                              | 2080                                              | 2090                                              |
| Einwohner                                         | 1968                                              | 2030                                              | 1942                                              |                                                   |                                                   |                                                   |                                                   |                                                   |                                                   |                                                   |

## Wirtschaft und Infrastruktur

### Verkehr
Wichtigste Verkehrsanbindungen Bethels sind die von Norden nach Süden verlaufende Interstate 89 sowie die in westlicher Richtung durch die Berge im Tal des White River verlaufende Vermont Route 12. Nächstgelegene Bahnstationen mit Personenverkehr sind in Randolph (ca. 10 km entfernt) und in Killington (Vermont) (ca. 24 km) zu finden.

### Öffentliche Einrichtungen
Neben den üblichen städtischen Behörden finden sich in Bethel auch eine öffentliche Bibliothek und die unten genannten öffentlichen Schulen. Das nächstgelegene Krankenhaus ist das Gifford Medical Center in Randolph.

### Bildung
In Bethel befindet sich die sechszügige Bethel Elementary School und die Whitcomb Junior/Senior High School, die die Klassen 7 bis 12 anbietet und etwa 150 Schüler hat. Die nächstgelegenen Colleges finden sich in Hanover, New Hampshire, Norwich und Middlebury, die nächste Universität in Plymouth, New Hampshire.

### Unternehmen
Nördlich des Ortszentrums befindet sich ein Steinbruch, in dem der national bedeutsame und international gehandelte Granit Bethel White abgebaut wird.

## Persönlichkeiten

### Söhne und Töchter der Stadt
- Stephen Thomas (1809–1903), Politiker und Vizegouverneur des Bundesstaates Vermont

### Persönlichkeiten, die vor Ort gewirkt haben
- Julius Converse (1798–1885), Politiker und Gouverneur Vermonts. Arbeitete hier als Rechtsanwalt
- Samuel E. Pingree (1832–1922), Politiker und Gouverneur Vermonts. Arbeitete hier als Rechtsanwalt